# Michael Niesemann
Michael Niesemann (* 11. Oktober 1960 in Velbert) ist ein deutscher Oboist und Hochschullehrer.

## Leben und Wirken
Michael Niesemann ist der Sohn eines Kirchenmusikers. Nach dem Abitur am Willibrord-Gymnasium in Emmerich studierte er von 1979 bis 1987 an der Hochschule für Musik und Tanz Köln, wo er ab 1993 auch unterrichtete. Ab April 2004 war er Professor für Barock-Oboe an der Hochschule für Musik Würzburg. Im Oktober 2007 wurde er zum Professor für Oboen an der Folkwang Universität der Künste in Essen ernannt.
Niesemann war Gründungsmitglied des Barockensembles Concerto Köln und spielte zehn Jahre lang als Mitglied von Musica Antiqua Köln. Heute (Stand: 2011) ist er Solo-Oboist der English Baroque Soloists und des Orchestre Révolutionnaire et Romantique, jeweils unter der Leitung von John Eliot Gardiner. Zu hören ist er u. a. auch auf Barry Guys Album All This This Here (2023).
Unter seinen musikalischen Veröffentlichungen finden sich Aufnahmen aus den Bereichen Alte Musik, Neue Musik und Jazz.